# Дрогобычская и Самборская епархия
Дрогобы́чская и Самбо́рская епархия — епархия Русской православной церкви, существовавшая в 1946—1959 годах.

## История

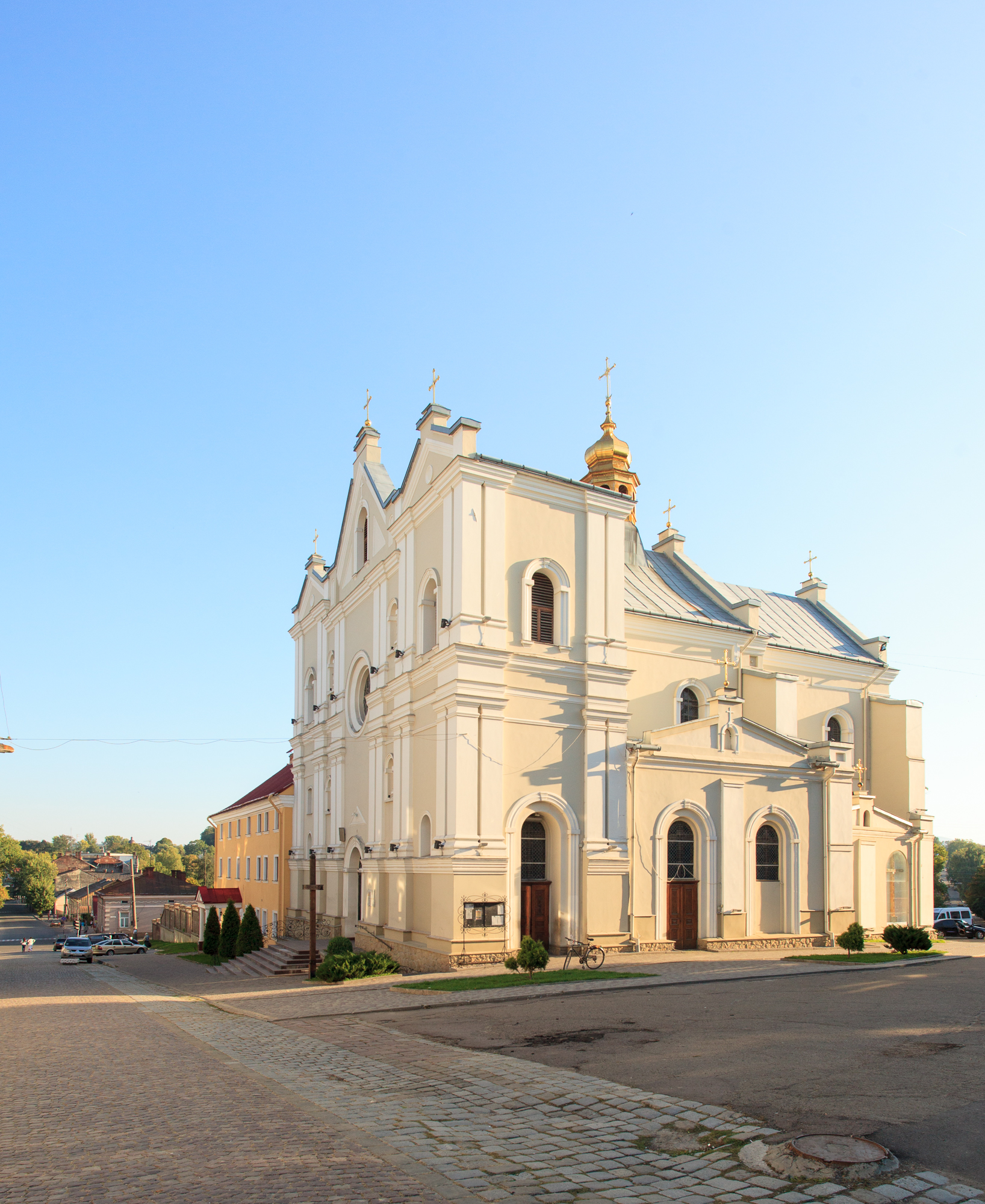
Свято-Троицкий собор в Дрогобыче

Дрогобычская и Самборская епархия была учреждена решением Священного Синода в феврале 1946 года в границах Дрогобычской области, в которой к 1 января 1946 горда существовало 4 православных прихода, окормлявшиеся 4 священниками.
После воссоединения галицких униатов на Львовском соборе число приходов значительно возросло. К июню 1946 года число православных священников в епархии составляло 291 человек. Кафедральным являлся храм во имя Святой Троицы в Дрогобыче.
Процесс перехода униатских приходов в Православие занял достаточно продолжительное время. Только в августе 1946 года было образовано Дрогобычское епархиальное управление. 29 июля 1947 года в Дрогобыче прошло 1-е совещание благочинных епархии, на котором были намечены основные направления объединительной деятельности. К начале 1948 года в епархии было уже 406 зарегистрированных православных приходов; из 336 униатских клириков перешли в Православие 302, 34 клирика остались в унии. К 1 сентября 1949 года, когда, по мнению Совета по делам РПЦ, уния в западных областях Украины и в Закарпатье была ликвидирована, в епархии служили 307 православных священников, окормлявших 731 храм. На 1955 года в Дрогобычской епархии насчитывалось уже 634 православных прихода.
Процесс ликвидации унии встретил сопротивление со стороны подпольного националистического движения. Националисты требовали от перешедших из унии священников отказаться от служения на Западной Украине либо возвратиться в унию. Те, кто отказывались, нередко становились жертвами националистов. Были убиты благочинный Журавненского округа священник Николай Бобыляк, один из ближайших соратников епископа Михаила (Мельника), и протоиерей Феодор Немилович вместе с супругой. Националисты устроили ночной погром в здании Дрогобычского епархиального управления, при этом исчезли многие документы, а также был похищен сотрудник управления священник Василий Хробак (вскоре стало известно о его гибели). Из-за террора националистов из Дрогобычской области (в основном из сельской местности) выехали в другие регионы или перешли на гражданскую службу 25 священнослужителей. Православных клир Дрогобычской епархии затронули и репрессии советских властей, развязанные под предлогом борьбы с националистическим подпольем на Западной Украине. В 1946-1954 годы 49 православных священников из числа бывших униатов были арестованы или высланы по подозрению в связях с антисоветским подпольем. В 1954-1955 годы в Дрогобычскую область стали возвращаться из лагерей бывшие униатские священники, однако только половина из них согласились воссоединиться с Православием.
21 мая 1959 года Дрогобычская область была упразднена, а её территория вошла в состав Львовской области. Количество епархий и епископов в СССР строго ограничивал Совет по делам РПЦ (с 1965 года — Совет по делам религий), и больше одной епархии в одной области иметь не разрешалось. Таким образом Дрогобычская епархия вошла в состав Львовской.
Была возобновлена как викариатство Львовской епархии решением Священного Синода Украинской Православной Церкви 24 января 2007 года, с назначением на неё игумена Глеба (Дыни), 29 марта того же года решение о назначении в связи с состоянием здоровья было отменено. 23 декабря 2010 года епископом Дрогобычским определено быть архимандриту Филарету (Кучерову). 2 января 2011 года состоялась его хиротония. Назначение викария Львовской епархии связано с тем, что управляющий епархией, архиепископ Августин (Маркевич), не так часто бывал на кафедре ввиду занятости на посту председателя Синодального отдела УПЦ по взаимодействию с вооружёнными силами и представителя УПЦ в Верховной Раде.

## Епископы
Дрогобычская епархия
- Михаил (Мельник) (25 февраля 1946 — 9 октября 1955)
- Антоний (Пельвецкий) (19 октября 1955 — 27 сентября 1956) в/у, архиеп. Станиславский
- Григорий (Закаляк) (27 сентября 1956 — 21 мая 1959)

Дрогобычское викариатство Львовской епархии
- Филарет (Кучеров) (2 января 2011 — 20 июля 2012)
- Иаков (Галандзовский) (с 11 декабря 2022)